# Damir Żafiarow
Damir Radilewicz Żafiarow, ros. Дамир Равилевич Жафяров (ur. 17 marca 1994 w Moskwie) – rosyjski hokeista narodowości tatarskiej, reprezentant Rosji.

## Kariera
- Kuznieckie Miedwiedi Nowokuźnieck (2011-2014)
- Mietałłurg Nowokuźnieck (2012-2014)
- CSKA Moskwa (2014-2015)
- Krasnaja Armija Moskwa (2014-2015)
- Sibir Nowosybirsk (2015-2016)
- Admirał Władywostok (2016-2018)
- Torpedo Niżny Nowogród (2018-2022)
- SKA Sankt Petersburg (2022-2023)
- Ak Bars Kazań (2023)
- Awangard Omsk (2023-)

Wychowanek Rusi Moskwa. Przez cztery sezony grał w juniorskiej lidze MHL. W KHL Junior Draft z 2011  został wybrany przez Mietałłurg Nowokuźnieck. W marcu 2014 przedłużył kontrakt z tym klubem o trzy lata, aczkolwiek w lipcu tego roku przeszedł do CSKA Moskwa. W maju 2015 został zawodnikiem Sibiru Nowosybirsk, skąd w grudniu 2016 przeszedł do Admirała Władywostok, gdzie w kwietniu 2017 prolongował umowę o rok. W maju 2018 został graczem Torpedo Niżny Nowogród. W sierpniu 2020 podpisał tam nowy roczny kontrakt. Od czerwca 2022 zawodnik SKA Sankt Petersburg, związany dwuletnią umową. Wiosną 2023 przeszedł do Ak Barsa Kazań, a stamtąd pod koniec grudnia tego samego roku przetransferowany do Awangarda Omsk.

## Sukcesy
Reprezentacyjne
- Brązowy medal mistrzostw świata juniorów do lat 20: 2014

Klubowe
- Puchar Kontynentu: 2015 z CSKA Moskwa
- Złoty medal mistrzostw Rosji: 2015 z CSKA Moskwa

Indywidualne
- KHL (2019/2020):
  - Najlepszy napastnik miesiąca – wrzesień 2019[13]
  - Czwarte miejsce w klasyfikacji średniego czasu gry w meczu wśród napastników w sezonie zasadniczym: 20,21 min.
- KHL (2020/2021):
  - Trzecie miejsce w klasyfikacji asystentów w sezonie zasadniczym: 40 asyst
  - Trzecie miejsce w punktacji kanadyjskiej w sezonie zasadniczym: 61 punktów
- KHL (2021/2022):
  - Pierwsze miejsce w klasyfikacji strzelców zwycięskich goli meczowych w sezonie zasadniczym: 7 goli
  - Czwarte miejsce w punktacji kanadyjskiej w sezonie zasadniczym: 45 punktów